# 好的时代，坏的时代
《好的时代，坏的时代》（德語：Gute Zeiten, schlechte Zeiten）是一部UFA Serial Drama制作的的肥皂剧。它从1992年开始由德国私人广播台RTL从星期一至星期五晚间时段放送。它被认为同类型最成功的德国电视剧。

## 背景
《好的时候，坏的时代》是模仿1977年至1981年放送的澳大利亚肥皂剧《不安的歲月》创作的。前230集相较后者只有很少的改动，从231集开始原创编剧。
 荷兰也于1990依照澳大利亚版本的电视剧创作了《Goede tijden, slechte tijden》并在 RTL组 (RTL4频道)进行放送。与德国的版本相比，荷兰版会在每年的夏天停止放送。

## 发展
拍摄工作开始于1992年3月16日在柏林滕珀尔霍夫的柏林联盟电影工作室。第一集于1992年5月11日放送。